# Jordi Vilaseca i Anguera
Jordi Vilaseca i Anguera, més conegut pel nom artístic de Jordi Vila i en el món del doblatge com a Jordi Vilaseca, (Sant Andreu, Barcelona, 17 de juliol de 1947 - Barcelona, 24 d'agost de 2011) va ser un actor, còmic i actor de doblatge català. Va viure la seva glòria d'artista com a galant d'espectacles de revista al Paral·lel, al costat d'actrius com Bárbara Rey i Sara Montiel o de parella còmica amb Amparo Moreno en espectacles de revista, principalment al Teatre Victòria i també a sales com la Cúpula Venus.

## Biografia
La seva trajectòria va començar en la infància amb quadres d'afeccionats de Sant Andreu. Debutà professionalment amb la companyia de Pau Garsaball, amb la que va fer una gira amb l'obra El Baldiri de la costa. A continuació Adolfo Marsillach el contractà per treballar a Marat/Sade (de Peter Weiss), en un personatge que repetí molts anys després al muntatge dirigit per Pere Planella al Teatre Romea.
S'inicià al teatre de revista amb Charlie no te vayas a Somodoma, espectacle satíric polític, poc després de la mort de Franco, aconseguint un èxit inqüestionable, fent temporades a Madrid i Barcelona. Això li va obrir la porta al Teatre Victòria, que dirigia Büira. En aquest escenari Vila es convertí en la màxima atracció i cap de cartell durant més de cinc temporades, compartint escena amb artistes com Sara Montiel o Bárbara Rey amb títols com Polvo de estrellas, Luz Verde, Sexomania. Fou molt popular la seva imitació de Lola Flores. Va obrir l'escenari del Teatre Victòria a actors com Francesc Figuerola, Pere Vidal, Joaquim Cardona i Amparo Moreno, amb qui formà parella còmica durant vuit anys. Amb Kilómetros de humor Amparo posava els quilos i el Jordi Vila l'estatura.
Va participar en Els Hereus i a El presoner de la Segona Avinguda, amb Toni Sevilla, ambdues dirigides per Manuel Dueso. Va pujar als escenaris amb obres com Freaks, dirigida per Àngel Alonso, La visita inoportuna, de Copi, dirigida per Jorge Lavelli i Cavalls de Mar, de Rodolf Sirera, dirigida per Josep Maria Flotats. Fou actor dramàtic en obres com Les criades de Jean Genet, a la Sala Muntaner (octubre 2008) i Mort de dama, de Llorenç Villalonga, (TNC, gener 2009).
En doblatge, s'hi va introduir a la dècada del 1980, amb les sèries Ràdio Cincinnati, Hotel Fawlty o A cor obert, on doblava un jove Denzel Washington. El 1990 va participar en el doblatge d'Astèrix a Bretanya en el paper de Juli Cèsar. També va doblar altres personatges d'animació com en Freezer a Bola de drac Z, o en Halvar, el pare de Wickie, el víking. Com a director de doblatge, es va encarregar de la sèrie Bonanza, alguns episodis d'El detectiu Conan, Sakura o Sailor Moon.
Va morir a casa seva el 24 d'agost de 2011, víctima d'un càncer diagnosticat feia un any i mig, i les seves restes van ser incinerades al cementiri de Montjuïc.